# Пуурмані
Пу́урмані (ест. Puurmani alevik) — селище в Естонії, адміністративний центр волості Пуурмані повіту Йиґевамаа.

## Населення
Чисельність населення на 31 грудня 2011 року становила 514 осіб.

## Географія
Через Пуурмані проходить автошлях 2 (Таллінн — Тарту — Виру — Лугамаа), естонська частина європейського маршруту E263. Від селища починаються дороги: 14150 (Пайнкюла — Пуурмані), 14179 (Пуурмані — Юрікюла — Кірна), 14180 (Пуурмані — Табівере), 14193 (Пуурмані — Есса — Тирве).
Через населений пункт тече річка Педья.

## Пам'ятки

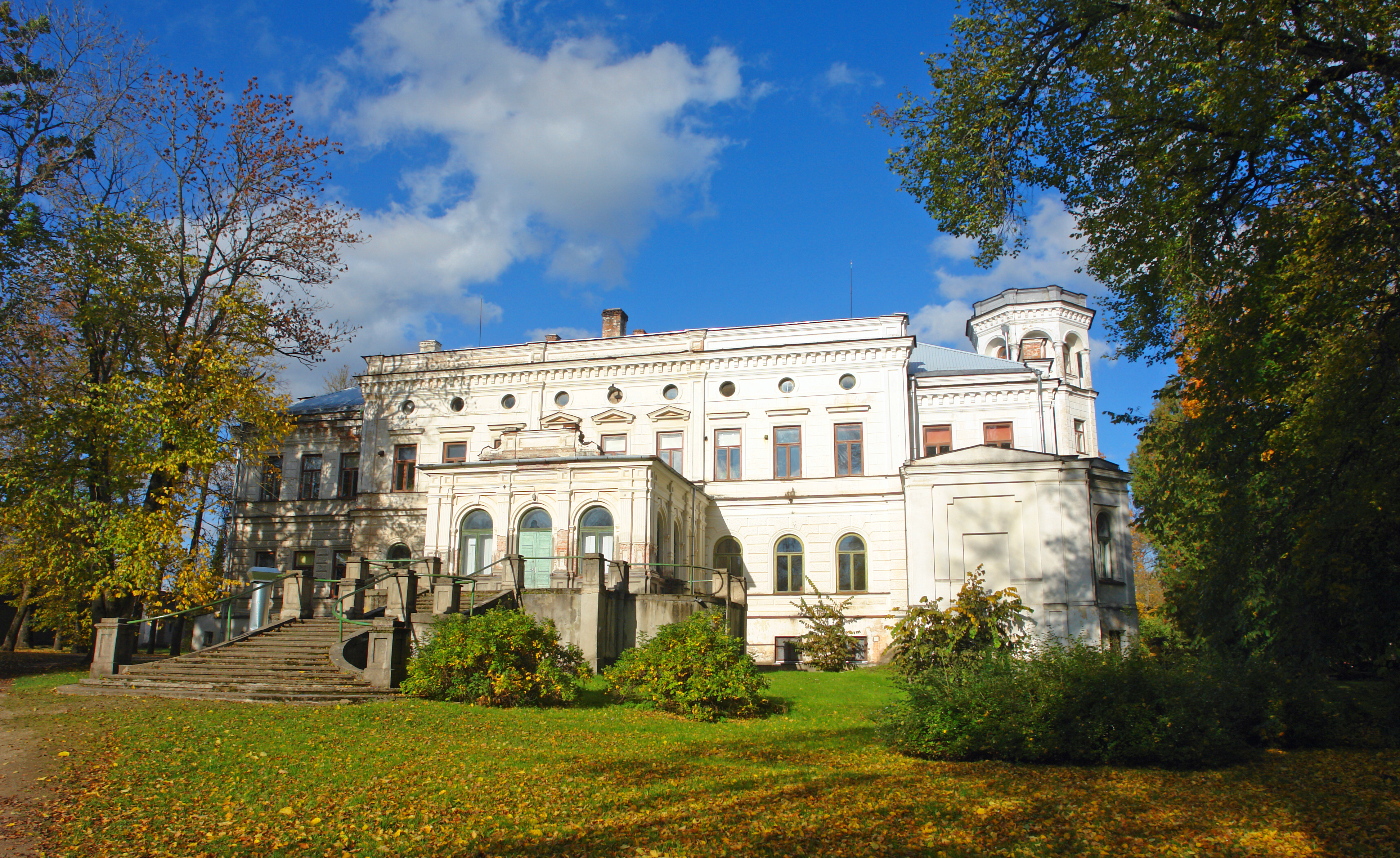
Головний будинок маєтку

У селищі розташовуються будівлі колишнього маєтку Пуурмані (Puurmani mõis).
23 листопада 1999 року головний будинок садиби як пам'ятник архітектури занесений до реєстру культурної спадщини Естонії.